# Seinäjoki
Seinäjoki – miasto w Finlandii, w prowincji Finlandia Zachodnia. W 2008 roku liczyło 57 807 mieszkańców. Zostało założone około 1798 roku jako miasto przemysłowe skupione wokół zakładów metalowych i fabryk prochu strzelniczego. W 1868 roku stało się siedzibą jednostki samorządu terytorialnego.

## Współpraca
- Koszalin, Polska
- Schweinfurt, Niemcy
- Sopron, Węgry
- Thunder Bay, Kanada
- Virginia, Stany Zjednoczone

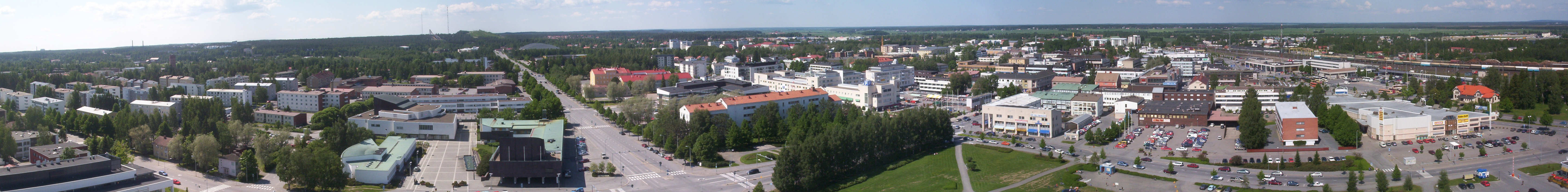
Panorama miasta Seinäjoki